# ヘンリー・プラマー (天文学者)
ヘンリー・クロージャー・キーティング・プラマー（Henry Crozier Keating Plummer、1875年10月24日 - 1946年9月30日）は、イギリスの天文学者。

## 経歴
オクスフォードに生まれた。叔父は天文学者のジョン・アイザック・プラマーである。ハートフォード・カレッジで物理を学んだ後、マンチェスターのオーウェンカレッジで数学の講師になった。1900年にオックスフォードのラドクリフ天文台の助手になり、研究員としてリック天文台で研究した1年をのぞいて、12年間ラドクリフ天文台で働いた。1912年にアイルランドの王室天文官に任命され、ダブリンのトリニティ・カレッジで天文学のアンドリューズ教授職についた。1920年より王立協会フェロー。1921年に数学教授として、1940年に引退するまで、ウーリッジの軍の大学で働いた。1939年から1940年の間、王立天文学会の会長を務めた。
天文学上の業績として写真撮影によって恒星の位置を測定したアストログラフィックカタログ作成への貢献や、写真測光による短周期変光星や、セファイド変光星の動径脈動の観測がある。1911年に発表した球状星団や球対称銀河のモデル化に使われる重力ポテンシャル関数は、現在「プラマーモデル」として知られている。特に球状星団の1918年に天体力学の著書An Introductory Treatise on Dynamical Astronomyを著した。科学史の分野の研究も行い、王立協会のニュートンの論文を出版するための委員会に参加した。月のクレータに命名されている。